# Hypo Real Estate
Hypo Real Estate Holding AG er et holdingselskab med hjemsted i München, Tyskland, som består af et antal banker, som finansierer fast ejendom (engelsk: real estate). Selskabets aktiviteter spænder over tre sektorer af fast ejendom: Kommercielle ejendomme , infrastruktur og offentlig finansiering, samt værdipapirmarkedet og investerings management. Hypo Real Estate er den anden største udlåner til kommercielle ejendomme i Tyskland.
Banken blev dannet i 2003 ud fra HypoVereinsbanks afdeling for finansiering af fast ejendom. Den beskæftiger 2.000 mennesker og har siden 19. december 2005 været en af de 30 medlemmer af DAX børs-indekset over større tyske selskaber. I 2007 opkøbte den det irske ejendomfinancerings-selskab Depfa Bank for 5 mia. € (ca. 37 mia. kr.)

## Forretningsområder
Foruden Tyskland er selskabet repræsenteret i flere lande med datterselskaber eller filialer. Selskabet har omfattende forretninger i USA, som ledes fra kontoret i New York City. Bland andet har Hypo Real Estate deltaget i finansiering af kendte bygninger som
Chrysler Building og den skyskraber, som Donald Trump er ved at bygge i Las Vegas.

## Aktionærstruktur
26,95 % af kapitalen er fordelt på mange hænder; Aktionærer med mere end 5 % andel af aktierne er (september 2008):
- 24,13 % – J.C. Flowers, New York, USA
- 9,31 % – Capital Research and Management Company, Los Angeles, USA
- 7,00 % – Grove International Partners, New York, USA
- 5,33 % – Close Trustees (Cayman), George Town, Cayman Islands
- 5,14 % – Orbis Investment Management, Hamilton, Bermuda

## Finansielle problemer
Hypo Real Estate løb ind i finansielle problemer under likviditetskrisen i september-oktober 2008, primært på grund af den voldsomme gældsbyrde i datterselskabet Depfa. 

### Depfa
Depfa, som tidligere blev ledet af danskeren Bo Heide-Ottosen, havde formidlet penge til offentlige institutioner, bl.a ved brug af lange lån finansieret af korte kreditter. Da andre banker som følge af den internationale krise ikke har villet give Depfa flere midler, udløste det likviditetsproblemer. Det er denne pengeknaphed, som den tyske regering nu søger at afhjælpe, tilsyneladende med en blanding af statsgarantier og øjeblikkelige kontanter.

### Tysk regering kommer til hjælp
Den 29. september 2008 meddelte den tyske finansminister Peer Steinbruck at en kredit på 35 mia. € ville blive givet til Hypo Real Estate fra den tyske føderale regering og et konsortium bestående af tyske banker. Denne aftale faldt på gulvet den 4. oktober 2008, da bankkonsoriet bakkede ud af frygt for at beløbet ikke var stort nok til at dække Depfa's gældsposter.. 
Den 5. oktober 2008 kom en ny aftale i stand, dengang på 50 mia. € (373 mia. kr.), hvoraf regeringens andel er 26,5 mia. € (198 mia. kr.).

## Datterselskaber
- Hypo Real Estate Bank International
- Hypo Real Estate Bank
- Hypo Public Finance Bank
- Hypo Pfandbrief Bank International
- DEPFA Bank
- DEPFA Deutsche Pfandbriefbank

## Eksterne links
- Official site Arkiveret 20. juli 2006 hos  Wayback Machine
  - DEPFA Bank Arkiveret 29. marts 2009 hos  Wayback Machine